# Neocorynophyllus aputaringus
Neocorynophyllus aputaringus är en skalbaggsart som beskrevs av Phillip B. Carne 1985. Neocorynophyllus aputaringus ingår i släktet Neocorynophyllus och familjen Dynastidae. Inga underarter finns listade i Catalogue of Life.